# Jens Blendstrup
Jens Blendstrup (født 8. august 1968 i Århus) er en dansk forfatter, dramatiker, skribent, m.m.
Blendstrup voksede op i Risskov-kvarteret som yngste af fire brødre og studerede senere litteraturhistorie og historie ved Odense Universitet, hvorfra han blev cand.mag.. Han kendes bl.a. fra foretagendet Øverste Kirurgiske, hvor han er redaktør på både tidsskriftet og forlaget.
Optræder desuden sammen med kollegaen Lars Bukdahl med noget, som han kalder litterær hypnose; en blanding af dilettantkomedie, oplæsning og dans.
Endelig optræder Jens Blendstrup som forsanger i Frodegruppen40, hvor digterens lyrik ledsages af forskellige musikgenrer.

## Udgivelser
- Mennesker i en mistbænk, Borgen, 1994
- Manden der bl.a. var en sko, DR, 1997 (hørespil)
- Dame til fornuftige priser, Biblioteket Øverste Kirurgiske, 1999
- Ud med lortet, DR, 1999 (radiospil)
- Laterna Vagina, Samlerens Forlag, 2000
- Pinden, DR, 2000 (radiospil)
- Kig ind: men, men, men – det er alt sammen længe siden, Høst & Søn, 2001
- Kvinden adskilt i hoveddele, Brdr. Brøndum, 2003
- Gud taler ud, Samleren, 2004 (roman)
- Søstrene Knudsen raser ud og tre andre spil, 2006 (scenedrama og tre radiospil: Pinden, Kontraktannoncen og Germand Gladensvend)
- Pludselig Flæben, Samleren, 2007 (noveller)
- Toværelses med lykkelig udgang, sammen med fotografen Lars Gundersen, Samleren, 2008
- Bombaygryde, Samleren, 2010 (roman)
- Berlin – Øjenvidnevariationer, sammen med fotografen Lars Gundersen, Samleren, 2012
- Luskefisefortællinger, Samleren, 2014 (roman)
- Venedig - Eller kunsten at fare vild, sammen med fotografen Lars Gundersen, Samleren, 2014
- Ege-ekspeditioner, sammen med billedkunstneren Ole Lejbach, Fuglsang Kunstmuseum, 2015
- Slagterkoner og bagerenker, Rosinante & Co, 2016 (roman)
- Havelågebogen, sammen med fotografen Lars Gundersen, Samleren, 2017
- Den fynske kulturarvsekspedition, sammen med billedkunstneren Ole Lejbach og historiker Ann Ammons, Kulturarv Fyn, 2018